# Ga Nokbeon
Ga Nokbeon (Tiếng Hàn: 녹번역, Hanja: 碌磻驛) là ga tàu điện ngầm của Tàu điện ngầm vùng thủ đô Seoul tuyến 3 ở Nokbeon-dong, Eunpyeong-gu, Seoul và Văn phòng Eunpyeong-gu nằm gần đó.

## Lịch sử
- 13 tháng 9 năm 1983: Tên ga được quyết định là Ga Nokbeon[2]
- 12 tháng 7 năm 1985: Việc kinh doanh bắt đầu với việc khai trương đoạn Gupabal ~ Dongnimmun của Tàu điện ngầm Seoul tuyến 3

## Bố trí ga
| Bulgwang ↑ |
| S/B N/B \| |
| ↓ Hongje   |

| Hướng Bắc | ● Tuyến 3 | ← Hướng đi Bulgwang · Yeonsinnae · Gupabal · Daehwa    |
| Hướng Nam | ● Tuyến 3 | → Hướng đi Gyeongbokgung · Chungmuro · Dogok · Ogeum → |

## Xung quanh nhà ga
- Trung tâm phúc lợi hành chính Nokbeon-dong
- Eungam 1-dong
- Daelim APT
- Chợ Nokbeon
- Văn phòng đăng ký Eunpyeong
- Hướng văn phòng Eunpyeong-gu
- Trường tiểu học Eunpyeong
- Trung tâm phúc lợi cộng đồng Nokbeon
- Sở cảnh sát phía Tây
- Khu vực Nokbeon
- Tập đoàn Điện lực Hàn Quốc Chi nhánh Seongseo
- Tuyến 6 hướng đi Ga Eungam
- Sangol Goage
- Yurim Building
- Hướng tới Bulgwang
- Nokbeon JR APT
- Hướng tới Hongeun-dong
- Ngân hàng Công nghiệp Hàn Quốc Chi nhánh Eungam
- Tòa nhà phụ Văn phòng Thuế Seodaemun
- Làng cây mơ ước Seoul
- Hướng tới Eungam-dong

## Hình ảnh

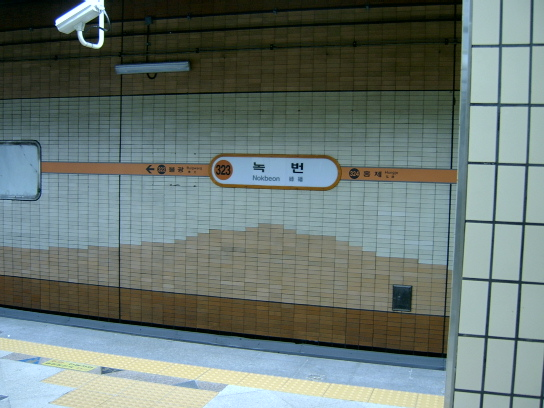
Sân ga (Trước khi lắp đặt cửa chắn)
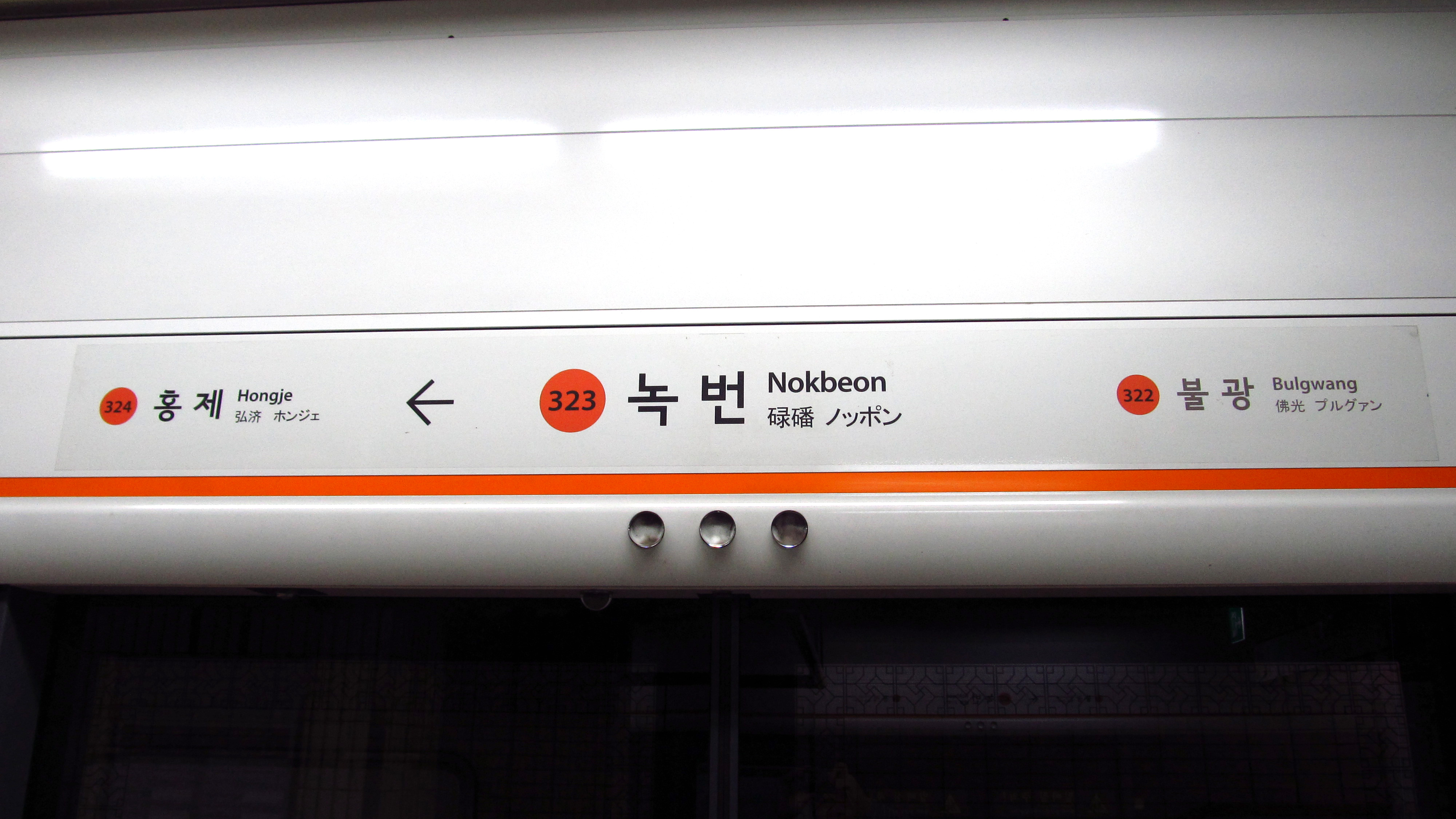
Tên ga ở trên cửa chắn
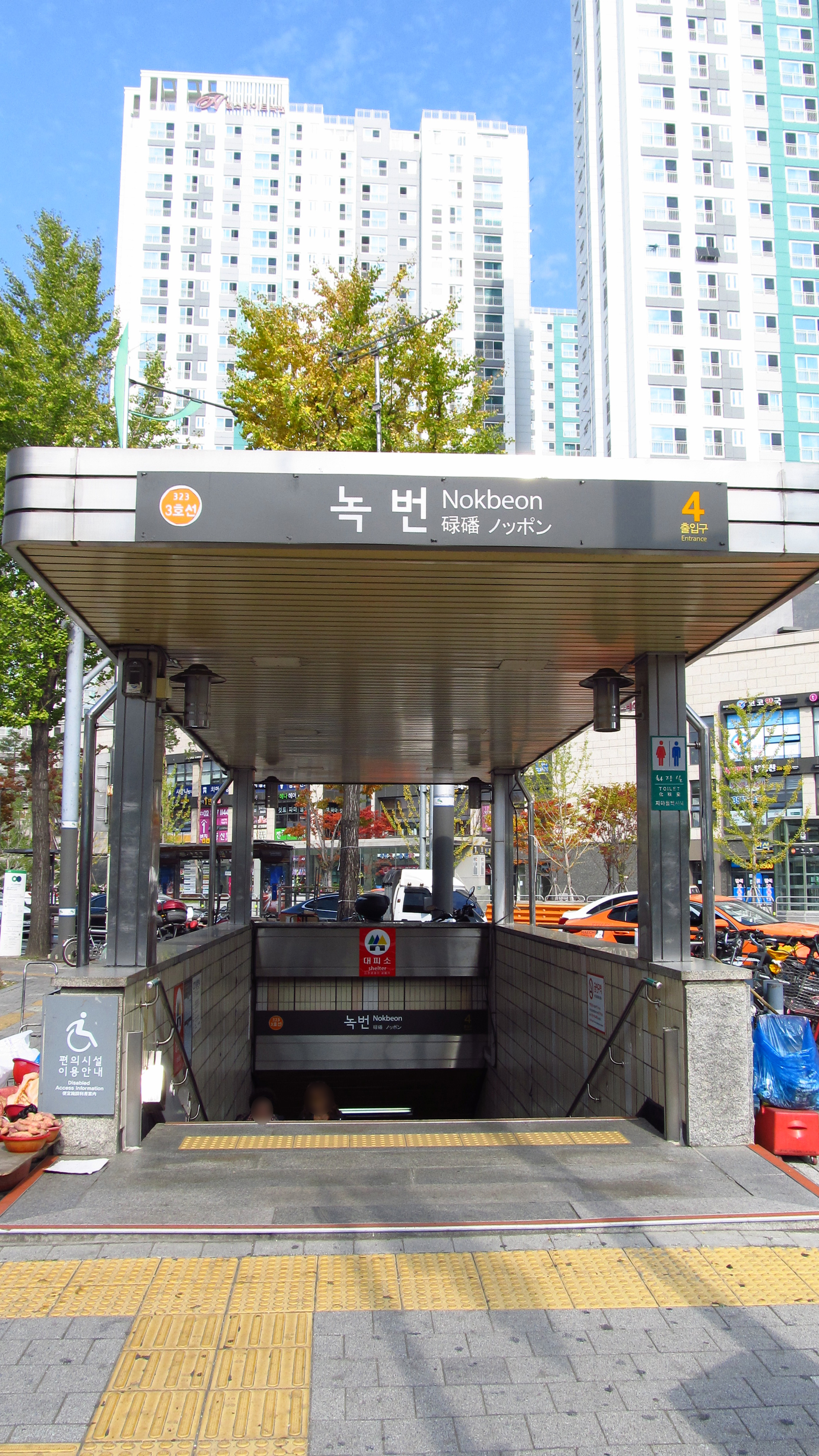
Lối vào 4